# Tre Herndon
Tre Herndon (Detroit, 5 marzo 1996) è un giocatore di football americano statunitense, cornerback dei Jacksonville Jaguars.

## Caratteristiche tecniche
Considerato un cornerback agile e atletico, pecca nel tackling.

## Carriera

### Carriera collegiale
In gioventù frequenta la East Hamilton High School di Ooltewah, Tennessee. Nel 2014 sceglie di studiare presso l'università Vanderbilt, distinguendosi a partire dal 2015 come cornerback continuativamente titolare dei Commodores. Parallelamente alla carriera sportiva, Herndon ha conseguito una laurea in sociologia.

### Carriera professionistica
Il 30 aprile 2018 si accasa come undrafted free agent ai Jacksonville Jaguars, sottoscrivendo un accordo triennale. Selezionato infine come quinto cornerback nella rosa attiva dei 53, fa il suo debutto tra i professionisti il 9 settembre 2018, nella gara di week 1 vinta contro i New York Giants. A partire dal 2019 è cornerback titolare dei Jaguars, in sostituzione dell'ex collega Jalen Ramsey. Il 27 ottobre 2019 realizza i suoi primi due intercetti in carriera, in occasione del successo sui New York Jets. L'8 novembre 2020 timbra invece il suo primo sack, contro gli Houston Texans. Viene riconfermato successivamente per il 2021 e per il 2022.